# Dakapo
Le dakapo N est un cépage de cuve allemand de raisins noirs.

## Origine et répartition géographique
Le cépage est une obtention de Helmut Becker à l'institut Institut für Rebenzüchtung und Rebenveredlung der Hessischen Forschungsanstalt für Weinbau, Gartenbau, Getränketechnologie und Landespflege à Geisenheim. L'origine génétique est vérifiée et c'est un croisement des cépages Deckrot x  Portugais bleu réalisé en 1972. Le cépage est autorisé dans de nombreux Länder en Allemagne mais où il ne couvre que quelques hectares.

## Caractères ampélographiques
- Extrémité du jeune rameau aranéeux, blanc.
- Jeunes feuilles aranéeux, vertes ou légèrement bronzées.
- Feuilles adultes, 3 à 5 lobes avec des sinus latéraux étroits, un sinus pétiolaire en lyre, des dents ogivales, assez larges, un limbe glabre.

## Aptitudes culturales
La maturité est de première époque hâtive : 5 - 8 jours avant le chasselas.

## Potentiel technologique
Les grappes sont moyennes et les baies sont de taille grande. La grappe est cylindrique, ailée et compacte. Le cépage est fertile. Il est sensible à la pourriture grise.
Il donne un vin léger mais bien coloré. Étant teinturier, il rehausse la couleur des vins pâles.

## Synonymes
Le dakapo est connu sous le nom de 7225-8

## Sources